# Рабченюк, Анастасия Владимировна
Анастаси́я Влади́мировна Рабченю́к (укр. Анастасія Володимирівна Рабченюк; род. 14 сентября 1983, Терновка, Днепропетровская область) — украинская легкоатлетка, специалистка по барьерному бегу и спринту. Выступала на профессиональном уровне в 1999—2016 годах, серебряная и дважды бронзовая призёрка Всемирных Универсиад, победительница Кубка Европы, многократная чемпионка Украины в беге с барьерами на 400 метров, участница летних Олимпийских игр в Пекине. Мастер спорта Украины международного класса. Тренер по лёгкой атлетике.

## Биография
Анастасия Рабченюк родилась 14 сентября 1983 года в городе Терновка Днепропетровской области Украинской ССР. Училась в общеобразовательной школе № 2 в Павлограде, впоследствии также представляла Киев, состояла в физкультурно-спортивном обществе «Динамо».
Впервые заявила о себе на международном уровне в сезоне 1999 года, когда вошла в состав украинской сборной и выступила на юношеском мировом первенстве в Быдгоще, где бежала 100 метров с барьерами, 400 метров с барьерами и смешанную эстафету 400+300+200+100 метров. В последнем случае вместе с соотечественницами стала бронзовой призёркой (стартовала только на предварительном квалификационном этапе).
В 2001 году в 400-метровом барьерном беге заняла седьмое место на юниорском европейском первенстве в Гроссето.
В 2003 году на молодёжном европейском первенстве в Быдгоще была шестой в беге на 400 метров с барьерами и четвёртой в эстафете 4×400 метров. Будучи студенткой, представляла Украину на Всемирной Универсиаде в Тэгу, где в барьерном беге на 400 метров завоевала бронзовую награду.
В 2004 году финишировала седьмой на Кубке Европы в Быдгоще, одержала победу на чемпионате Украины в Ялте и на Кубке Украины в Киеве.
В 2005 году выиграла чемпионат Украины в Киеве, стартовала на молодёжном европейском первенстве в Эрфурте, на Всемирной Универсиаде в Измире, где дошла до полуфинала в беге на 400 метров с барьерами и с украинской командой стала бронзовой призёркой в эстафете 4×400 метров (участвовала только в предварительном квалификационном этапе).
В 2006 году помимо победы на чемпионате Украины в Киеве получила серебро на Мемориале братьев Знаменских в Жуковском, выступила в эстафете на чемпионате мира в помещении в Москве, показала восьмой результат на чемпионате Европы в Гётеборге.
В 2007 году превзошла всех соперниц на чемпионате Украины в Донецке, стала серебряной призёркой на Всемирной Универсиаде в Бангкоке, стартовала на чемпионате мира в Осаке.
В 2008 году среди прочего победила на Мемориале братьев Знаменских в Жуковском, на чемпионате Украины в Киеве и на Кубке Европы в Анси. Благодаря череде успешных выступлений удостоилась права защищать честь страны на летних Олимпийских играх в Пекине — в финале 400-метрового барьерного бега с личным рекордом 53,96 пришла к финишу четвёртой. Также в этом сезоне выиграла серебряную медаль на Всемирном легкоатлетическом финале в Штутгарте.
В 2009 году финишировала второй на командном чемпионате Европы в Лейрии, седьмой на чемпионате мира в Берлине.
На командном чемпионате Европы 2010 года в Бергене взяла бронзу в беге на 400 метров с барьерами и в эстафете 4×400 метров. На чемпионате Европы в Барселоне в финал не вышла.
Принимала участие в чемпионате мира 2011 года в Тэгу — в финале барьерного бега на 400 метров финишировала пятой.
Завершила спортивную карьеру по окончании сезона 2016 года.
За выдающиеся спортивные достижения удостоена почётного звания «Мастер спорта Украины международного класса».
Впоследствии Рабченюк проявила себя на тренерском поприще, среди её воспитанников такие известные легкоатлеты как Богдан Черномаз, Артём Шаматрин, Наталья Пироженко.
Заслуженный работник физической культуры и спорта Украины (2019).